# Guardiola (Vilanova de la Aguda)
Guardiola es una entidad de población española del municipio de Vilanova de la Aguda, perteneciente a la provincia de Lérida, en la comunidad autónoma de Cataluña.

## Historia
Hacia mediados del siglo XIX, el lugar, por entonces con ayuntamiento propio, tenía contabilizada una población de cuarenta habitantes. Aparece descrito en el noveno volumen del Diccionario geográfico-estadístico-histórico de España y sus posesiones de Ultramar de Pascual Madoz con las siguientes palabras:

GUARDIOLA: l. con ayunt. en la prov. de Lérida (16 horas), part. jud. y adm. de rentas de Tremp (6), aud. terr. y c. g. de Barcelona (28), dióc. de Seo de Urgel (14). Se halla sit. en la cumbre de un monte con la misma denominacion del pueblo que tiene una subida de mas de una hora, con libre ventilacion y clima sano. Se compone de 3 caserios, de los cuales, el primero es el que describimos con 5 casas, y los otros dos Mirambell y Portella, 4 en el primero y 2 en el segundo, de mala distribucion interior, y una igl. en Guardiola (Sta. Fé), aneja en la parr. de Castellnou de Basella, con el cementerio contiguo, bastante capaz. El térm. confina por N. con el de Castellnou de Basella (1/4 leg.); E. Madrona (1/4); S. Vilanova de la Aguda (3/4), y O. Tiurana (3/4): dentro de su circunferencia se encuentran 5 balsas de cuyas aguas se sirven los vec., para beber y demas usos domésticos, tambien corre un torrente llamado rio Madrona, que despues de cruzar el térm. en direccion NE. desagua en el r. Segre próximo á Castellnou de Basella. El terreno está cortado por distintas sierras de poca altura pobladas de robles y pinos; es secano y de mala calidad en la mayor parte, con varios caminos transversales en mal estado: recibe la correspondencia de la carteria de Tiurana, por medio de los vec. alternativamente. prod.: poco trigo, centeno, cebada, avena, vino, patatas y legumbres; cria ganado lanar y cabrio, y caza de liebres, conejos y perdices. pobl.: 10 vec., 40 alm. cap. imp.: 20,148 rs. contr.: el 14'28 por 100 de esta riqueza.
(Madoz, 1847, p. 55)

El municipio de Guardiola desapareció de cara al censo de 1857 y el término pasó a formar parte del de Vilanova de la Aguda. En 2023, la entidad singular de población tenía empadronados diez habitantes y el núcleo de población, siete.